# Pseudomantis apicalis
Pseudomantis apicalis är en bönsyrseart som beskrevs av Henri Saussure 1870. Pseudomantis apicalis ingår i släktet Pseudomantis och familjen Mantidae. Inga underarter finns listade i Catalogue of Life.